# Sankt Oswald in Freiland
St. Oswald in Freiland ist der Name des zentralen Ortes des Gebietes Kloster im Westen der Gemeinde Deutschlandsberg im Bezirk Deutschlandsberg in der Steiermark, Österreich. Die Pfarre trägt ebenfalls den Namen St. Oswald in Freiland.

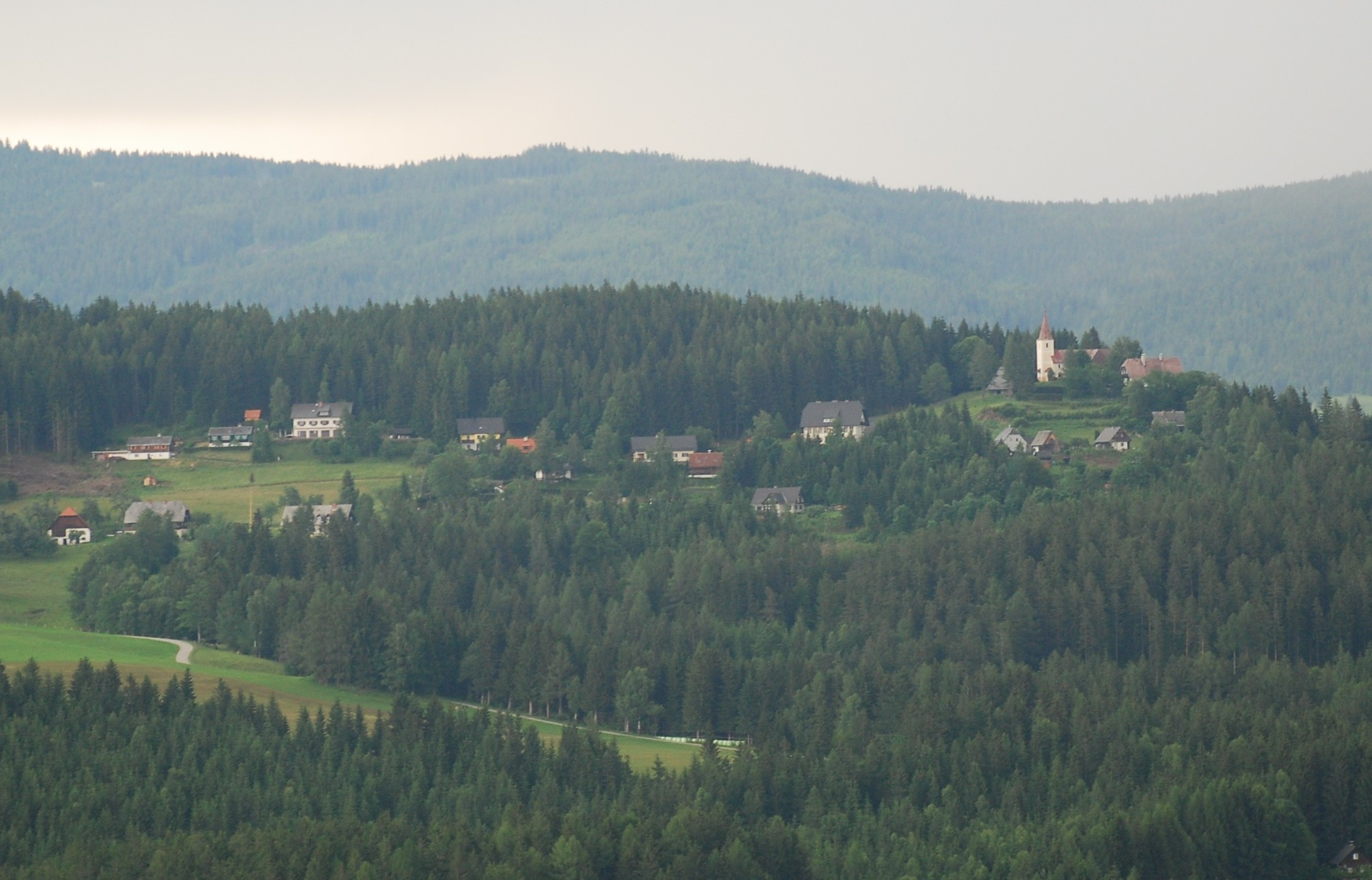
St. Oswald von Osterwitz aus

## Geographie
Der Ort liegt auf dem östlichen Rücken des Schwarzkogels (Wolfsriegel) in der Katastralgemeinde Klosterwinkel. Zum Gebiet der Pfarre gehört neben Klosterwinkel auch die zweite Katastralgemeinde der ehemaligen Gemeinde Kloster, Rettenbach.

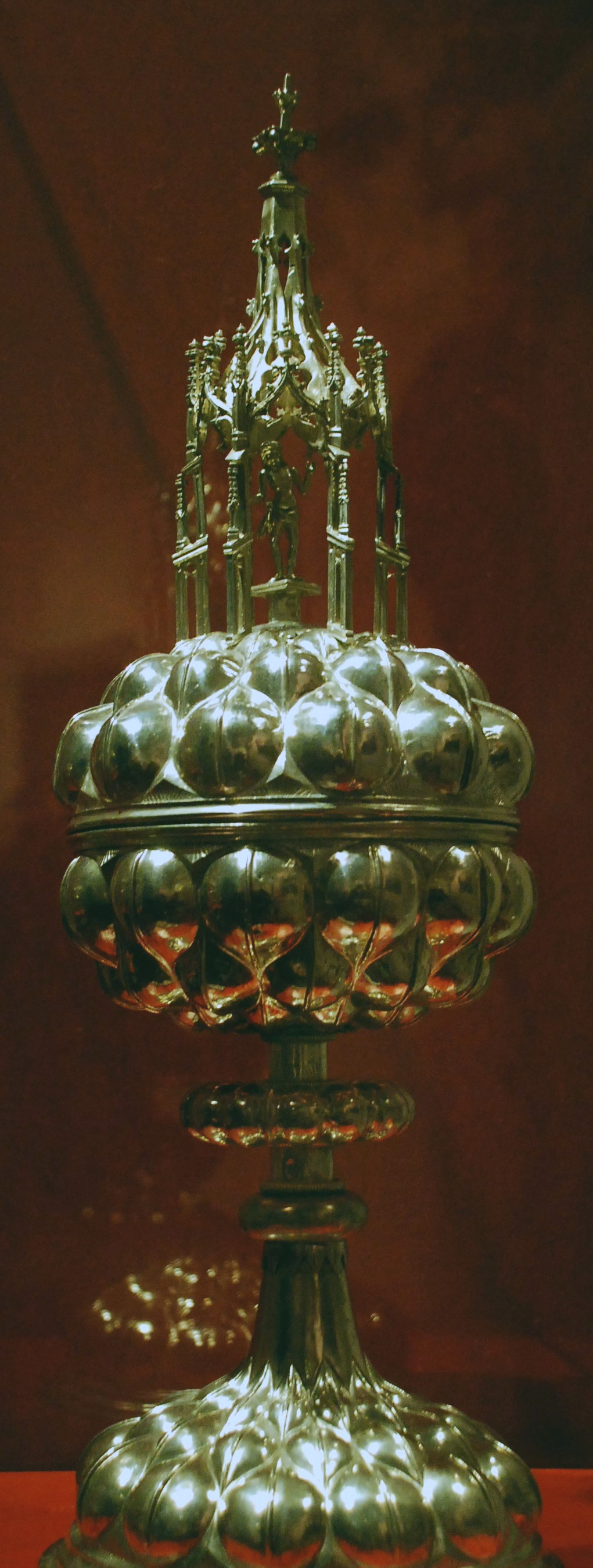
Das Ziborium von St. Oswald in Freiland

Die Lage von Kloster führte dazu, dass eine Reihe von Bauernhöfen aus der Gemeinde Osterwitz, Ortsteil Osterwitz-Winkel (u. a. Pöschl, Kleinreinisch, Stoff und Stefflpeterkeusche/Pust) kürzere und bessere Wegeverbindungen nach St. Oswald hatten in die eigenen Gemeinden.
Kinder dieser Osterwitzer Höfe besuchten (teils mit, teils ohne schulbehördliche Genehmigung) dennoch die Schule in St. Oswald.
Verstorbene aus diesen Gebieten wurden und werden auf dem Friedhof von St. Oswald bestattet. Gleiches traf auf eine Reihe von Höfen im Tal des Wildbaches in der Katastralgemeinde Sallegg der ehemaligen Gemeinde Bad Gams zu, für welche St. Oswald in der amtlichen Kundmachung 1850
offiziell gemeinsam mit Gams als Pfarrort genannt wurde. Das war auch 1868 im Gemeindeverzeichnis der Steiermark der Fall.
St. Oswald besteht aus etwa 50 Wohn- und Wirtschaftsgebäuden. Das frühere Gemeindeamt, das ab 2015 weiter für Verwaltungszwecke genützt wird, und die Volksschule sind in einem gemeinsamen Gebäude untergebracht, eine Mehrzweckhalle wird für verschiedene gesellschaftliche Veranstaltungen herangezogen. Zwei Gastwirtschaftsbetriebe (vlg. „Triftweber“ und „Steffelbauer“) liegen im Ort, ebenso der Standort einer Frächterei, deren Schwerpunkt auf Holztransporten liegt (Fa. Horvath).

## Kultur und Sehenswürdigkeiten

### Pfarrkirche
Die römisch-katholische Kirche St. Oswald in Freiland wurde 1434 als Filialkirche von St. Jakob in Freiland urkundlich erwähnt und 1892 zur Pfarrkirche erhoben. Sie steht unter Denkmalschutz.

### Ziborium von St. Oswald
Das Ziborium von St. Oswald ist ein spätgotischer Speisekelch (Ziborium) aus Silber mit vergoldeter Einlage. Er wird im Grazer Diözesanmuseum aufbewahrt.
Das Ziborium ist 43,2 cm hoch und trägt auf dem Deckel einen Baldachin aus Maßwerk mit Fialen, Krabben, Wimpergen und Eselsrückenbogen,
welcher eine Christusstatue als Schmerzensmann umschließt. Als Entstehungszeit wird das Ende des 15. Jahrhunderts oder die Zeit von 1480 bis 1520
angegeben, die Form wird auf den Umbau des Trinkbechers eines Admonter Prälaten zurückgeführt.

## Namen

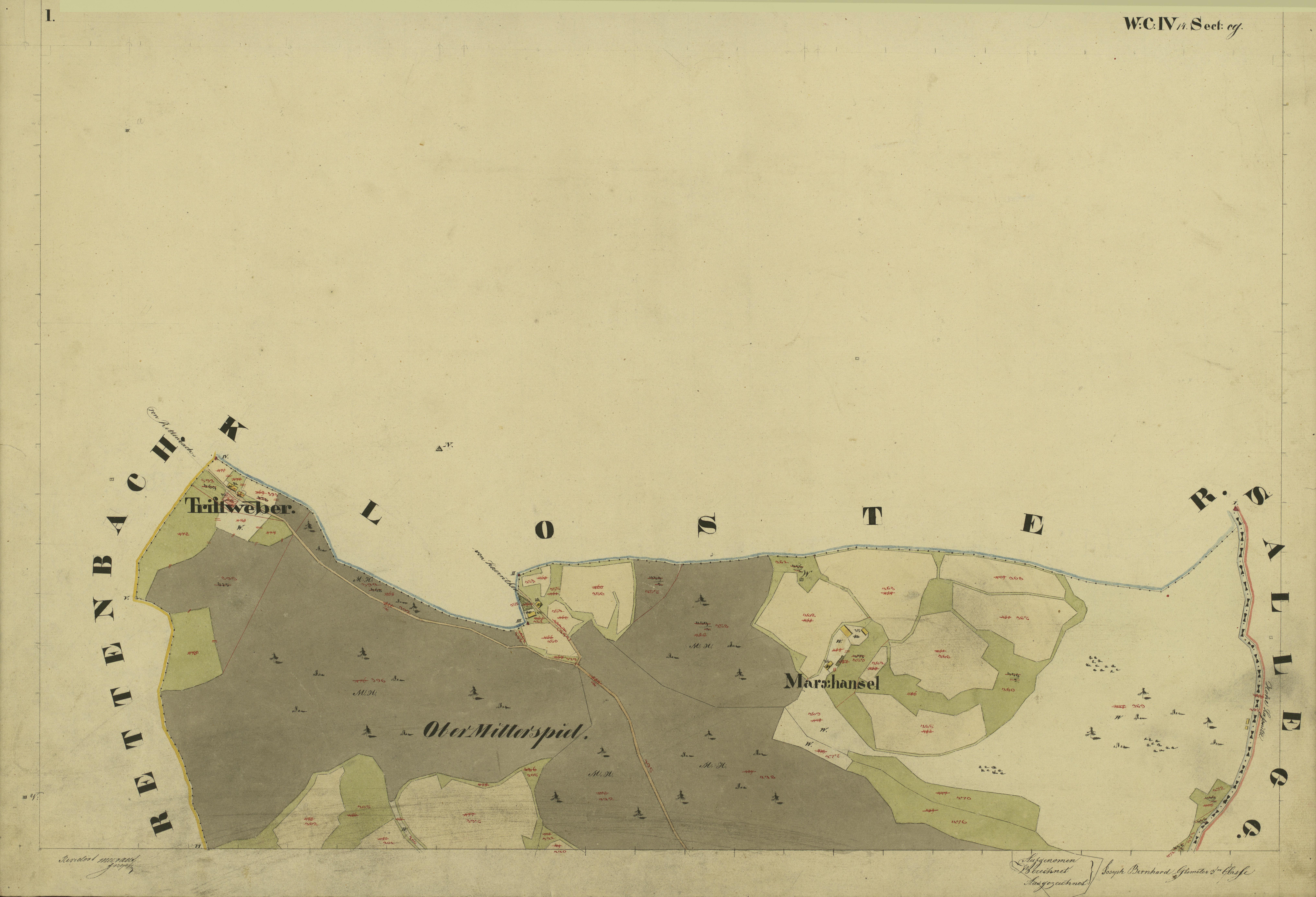
Der südliche Ortsteil mit dem Gasthof „Triftweber“ kam erst 1891 zur Gemeinde

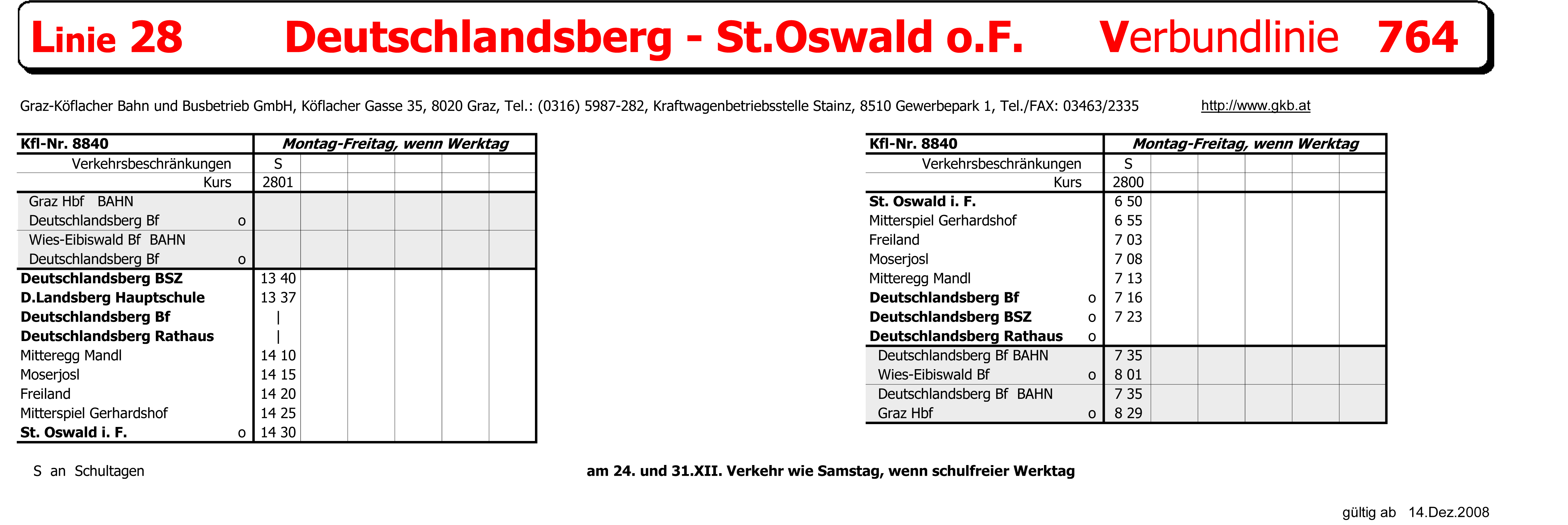
Im Alltag (hier: Buslinienfahrplan 2008/09) wird der Ort St. Oswald unterschiedlich mit „o(b). F(reiland)“ und „i(n). F(reiland)“ bezeichnet und auch bei ausreichendem Platz das Wort „in“ mit „i.“ abgekürzt

Die amtliche Schreibweise für Ort
und Pfarre ist „St. Oswald in Freiland“ (bewusst in, nicht im). Im Alltag wird auch die Variante „St. Oswald im Freiland“ verwendet.

Die Bezeichnung „in Freiland“ bedeutet die einfache geografische Angabe der Gegend, in der der Ort liegt, ohne dass auf die mit dieser Bezeichnung verbundene Aussage eingegangen würde (z. B. dahin, ob Grundherrschaft, Pfarre usw. gemeint würden). Nach dem Duden bezieht sich eine Schreibung mit „im“ auf etwas bereits Erwähntes, Bekanntes, Erschließbares, mit „in“ nicht. Das „m“ stammt aus dem Artikel „dem“, mit dem die Aussage verstärkt wird.
Die Schreibvariante mit m erinnert an die Geschichte des Ortes: Die Bezeichnung „im Freiland“ umfasst den Bedeutungsschwerpunkt „in dem freien Land“, also die Beschreibung der Lage in einem konkreten Gebiet, „in der Grundherrschaft Freiland (des Stiftes Admont)“, in einer bestimmten Verwaltungseinheit.
Der Name wird oft „St. Oswald i. Freiland“ geschrieben. Die Abkürzung „i.“ ist meist nicht auf Platzprobleme zurückzuführen (schon gar nicht bei Schriften gleicher Schrittweite, wie sie im 20. Jahrhundert bei Schreibmaschinen häufig waren), sondern darauf, dass damit das Thema „m oder n“ vermieden wird.
Weiters gibt es die Schreibung „St. Oswald ob Freiland“. Diese Variante beruht darauf, dass St. Oswald (vom Bezirkshauptort gesehen) oberhalb von Freiland liegt (ob für ober, wie bei St. Oswald ob Eibiswald). Im Alltag wird zwischen den Namensvarianten nicht genau unterschieden.
Zur Unterscheidung von
- St. Oswald ob Eibiswald (dieser Ort liegt ebenfalls im Bezirk Deutschlandsberg, ca. 20 km Luftlinie südlich) und
- St. Oswald bei Plankenwarth (dieser Ort liegt ebenfalls in der Weststeiermark, ca. 30 km nordöstlich, westlich von Graz)

werden auch die Varianten „St. Oswald (Kloster)“ oder „St. Oswald/Kloster“ verwendet. Die Schreibweise „St. Oswald/Fr.“ wird nur innerhalb der Steiermark verwendet, weil sie Verwechslungen mit dem Ort „St. Oswald bei Freistadt“ in Oberösterreich auslösen kann. In Unterlagen, die aus der Zeit der österreichisch-ungarischen Monarchie stammen, sind Verwechslungen mit dem Ort St. Oswald an der Drau (St. Oswald im Drauwalde, Ožbalt, in Slowenien, ca. 30 km südöstlich) möglich, weil die Weststeiermark und das Drautal damals gemeinsam im Marburger Kreis lagen: Die Pfarre wird in der älteren Literatur unzutreffend
als Localie der Pfarre St. Oswald bei Mahrenberg dargestellt.

## Lager des Reichsarbeitsdienstes
Im Zweiten Weltkrieg befand sich im Ort St. Oswald ein Lager des Reichsarbeitsdienstes (RAD), dessen Bewohner die Straßenverbindung nach Bad Gams (Klosterwinkelstraße, heutige Landesstraße 645) auszubauen hatten. In den Jahren 1944 und 1945 kam es zu Konflikten zwischen den Lagerbewohnern und Partisanen aus dem damaligen Jugoslawien. Diese Gruppe hatte in der Bevölkerung teilweise Unterstützung gefunden. Es hatten sich ihr auch einige desertierte deutsche Soldaten angeschlossen.
Im Lauf dieser Konflikte wurden am Ostersonntag, den 1. April 1945, auf Anordnung des Deutschlandsberger Kreisleiters Hugo Suette fünf Widerstandskämpfer von Bewohnern des RAD-Lagers gefangen genommen und im Bereich des Lagers erschossen. Diese Tat wurde im Grazer Partisanenmordprozess behandelt.

## Bilder

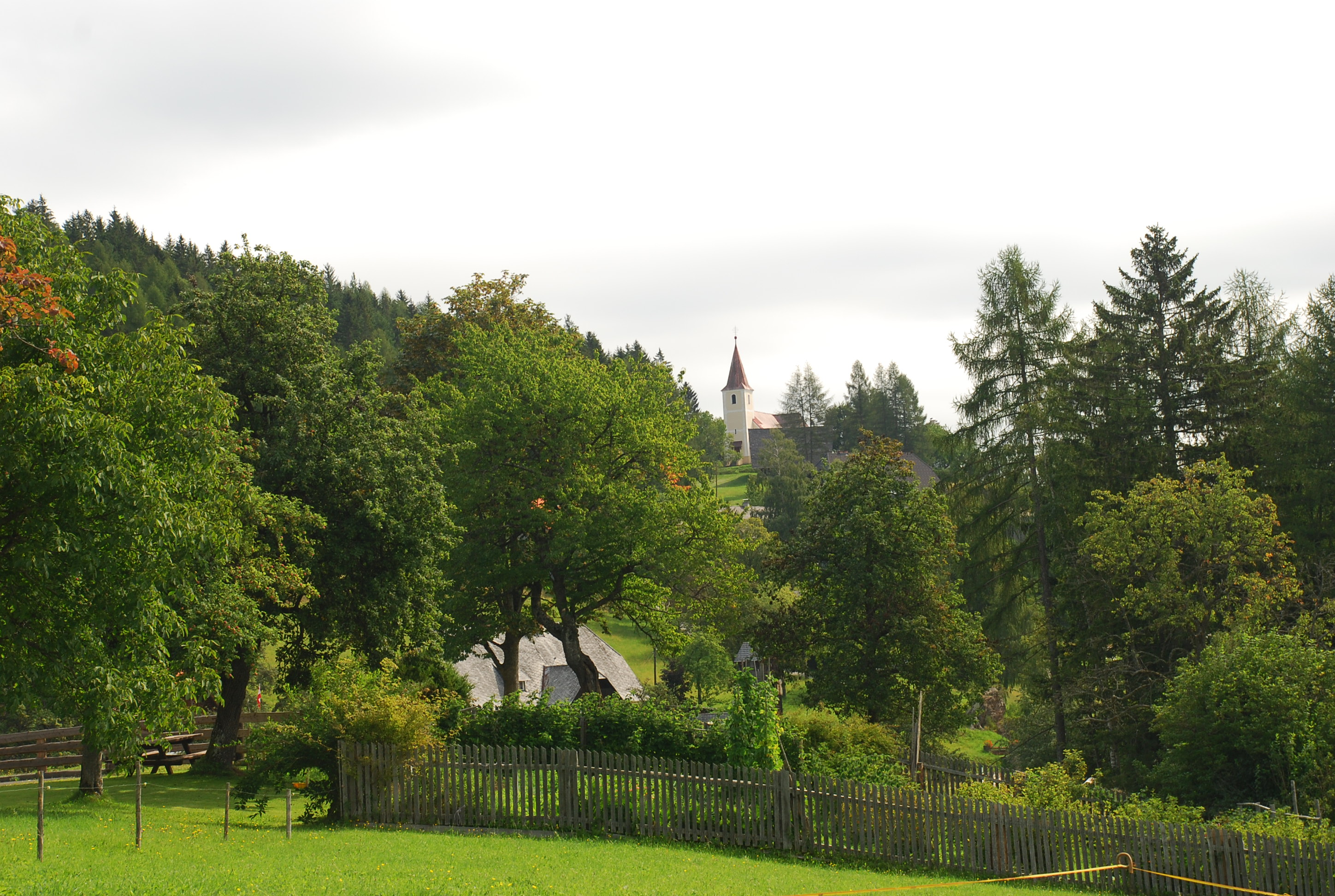
Gartenland im Gemeindezentrum
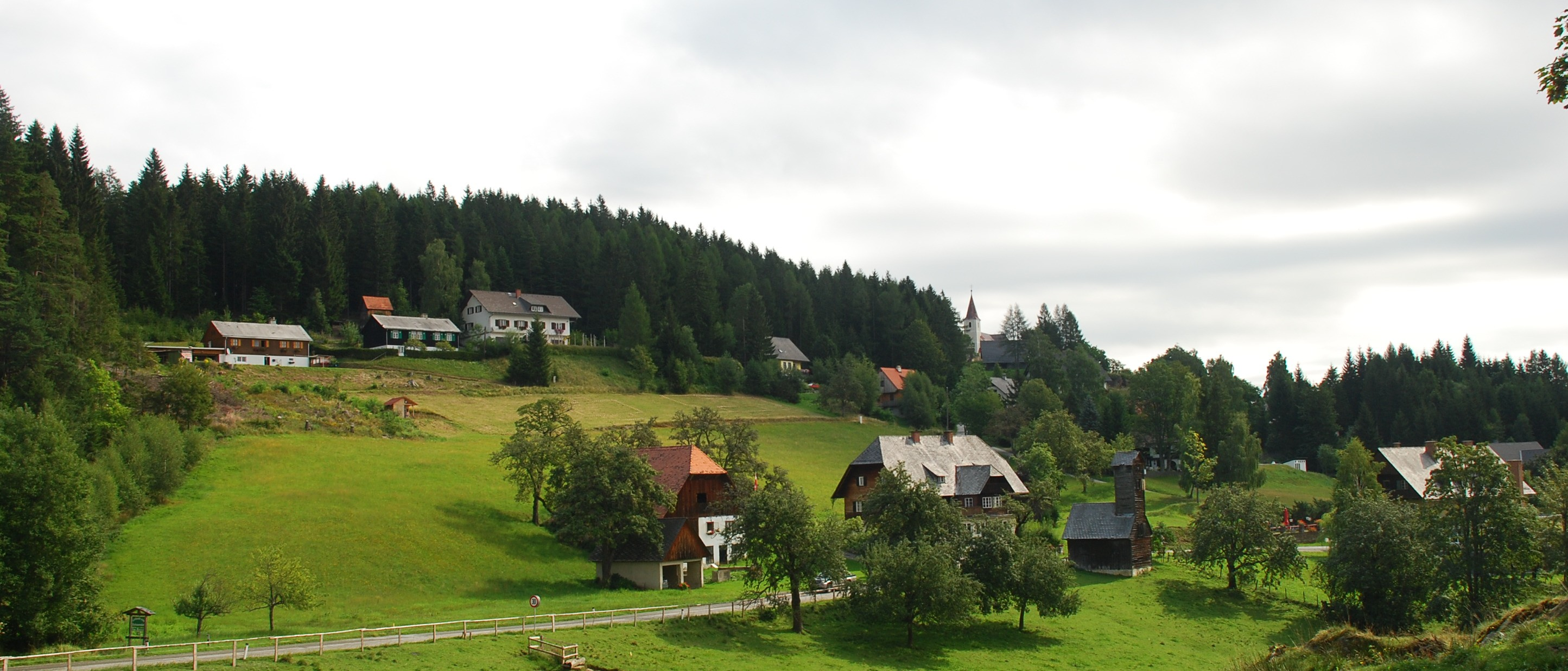
Das Ortsgebiet von St. Oswald
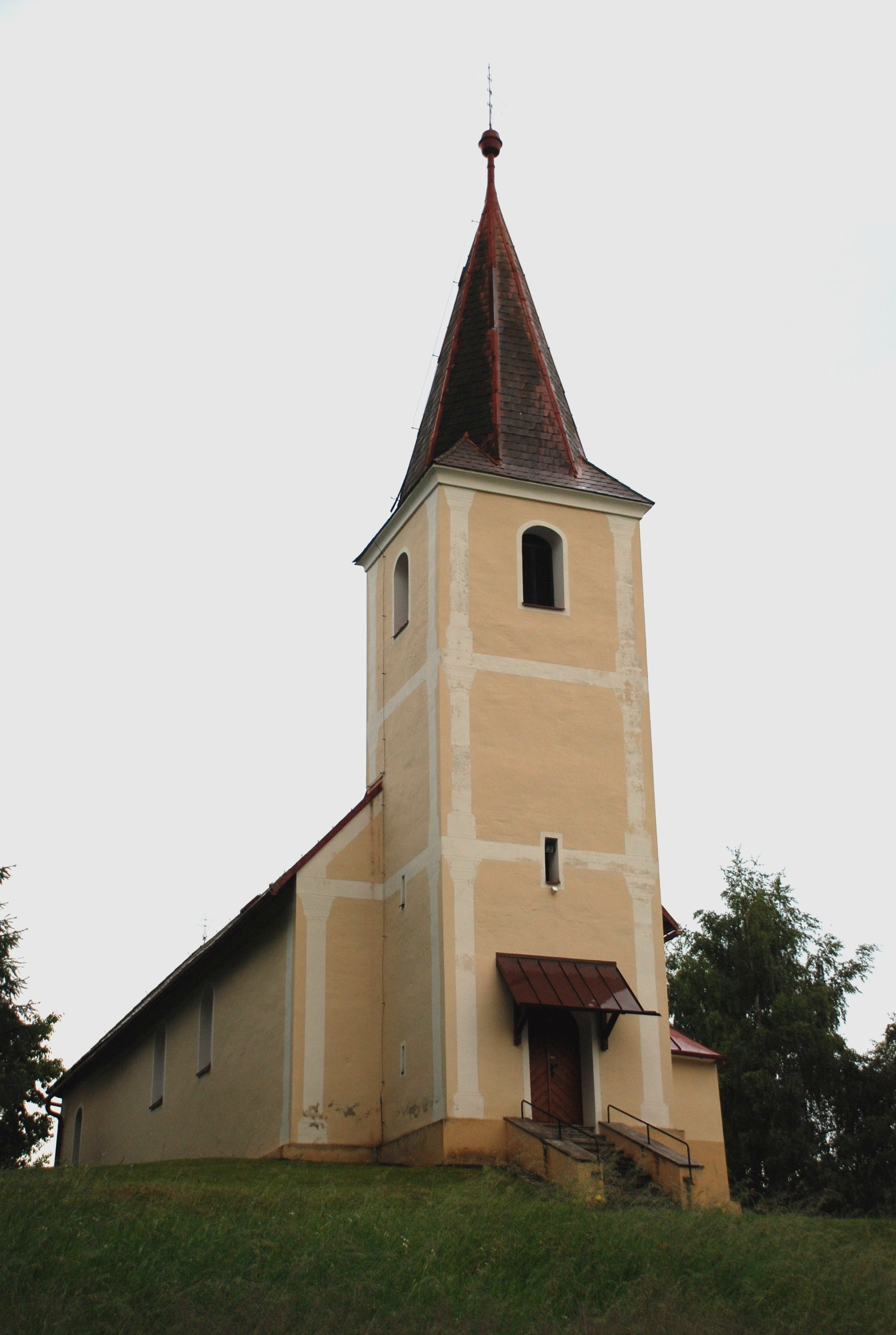
Westportal der Pfarrkirche St. Oswald in Freiland
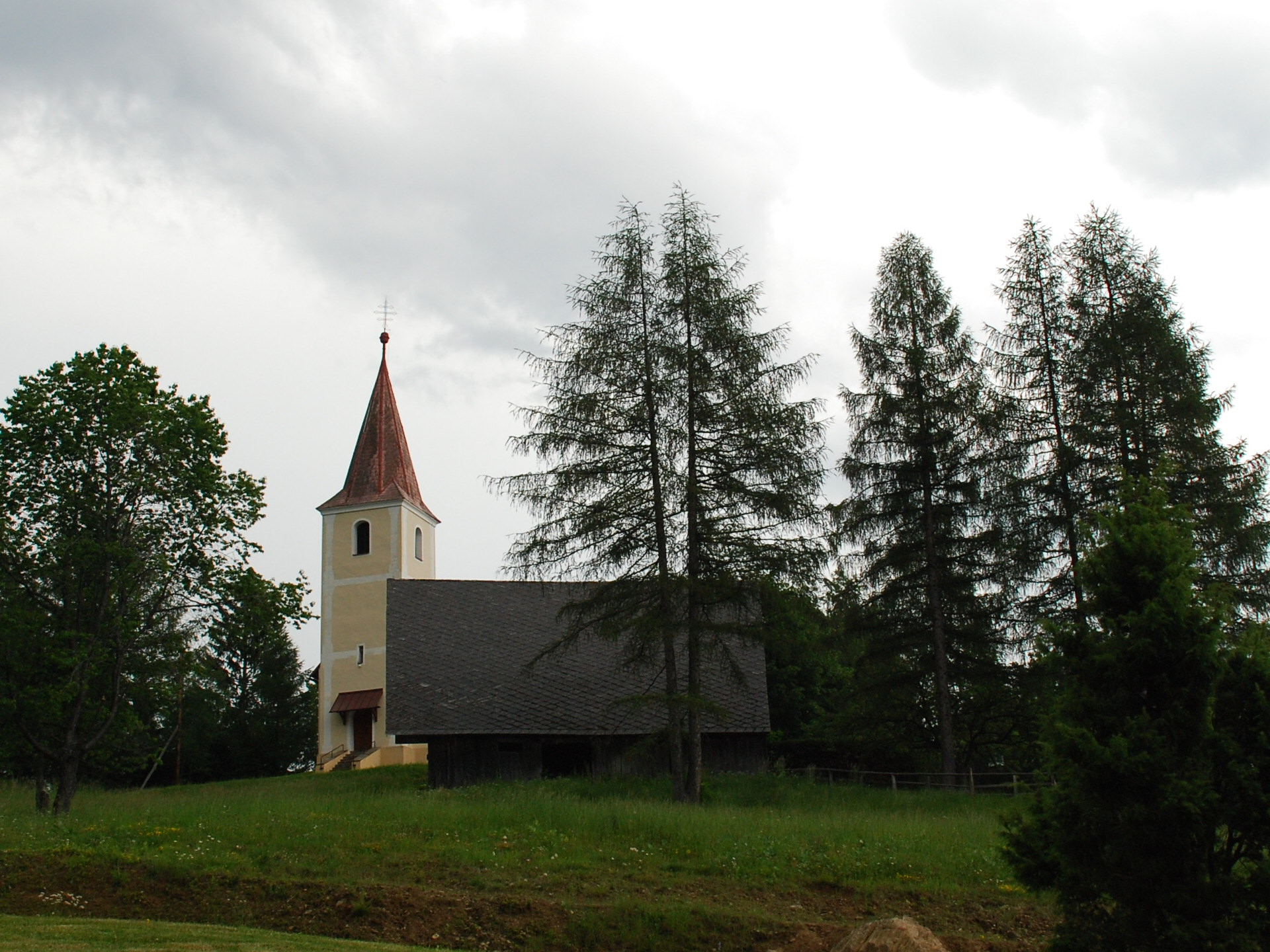
Pfarrkirche mit Kirchenlinde und Wirtschaftsgebäude der Pfarre
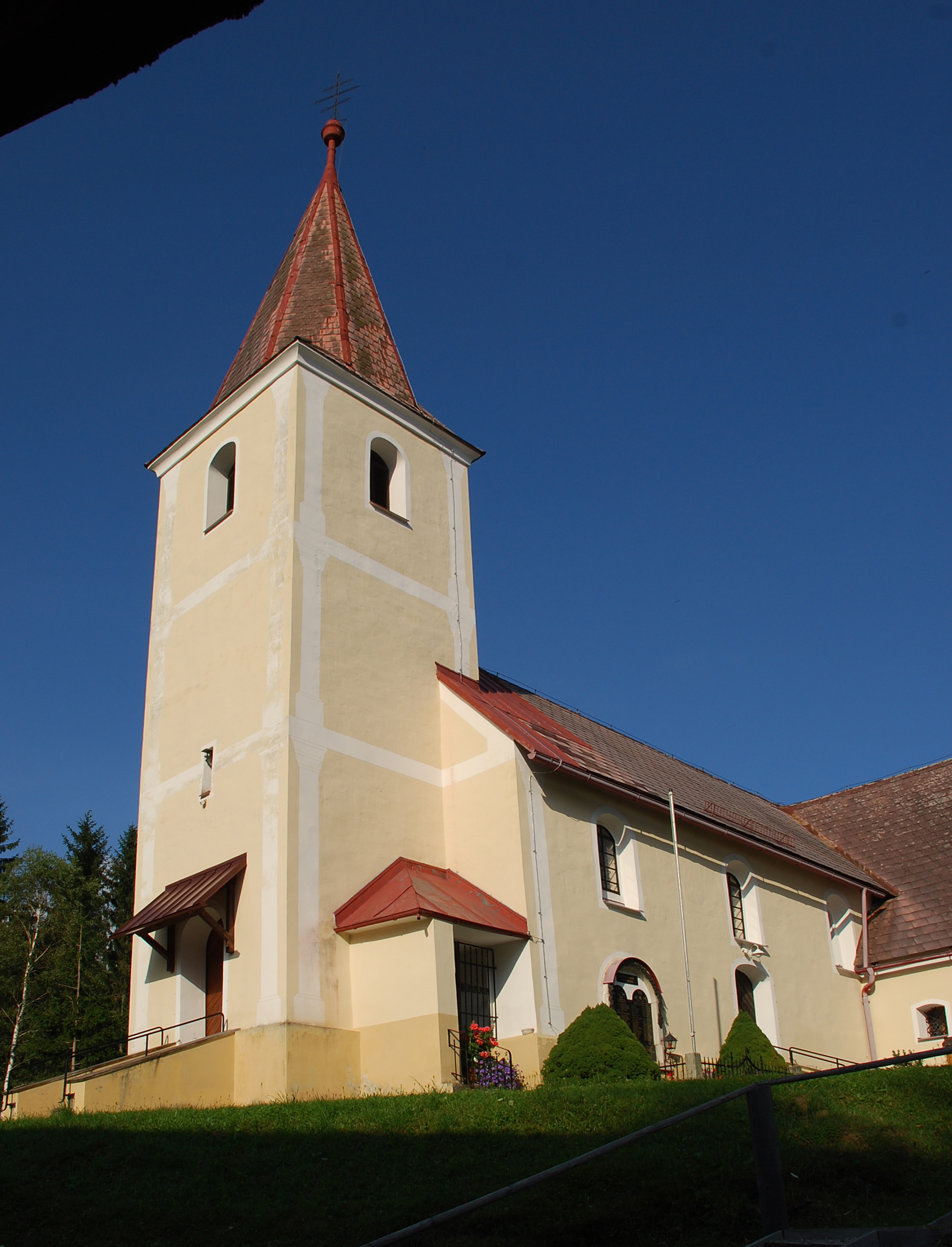
Kirche vom Süden
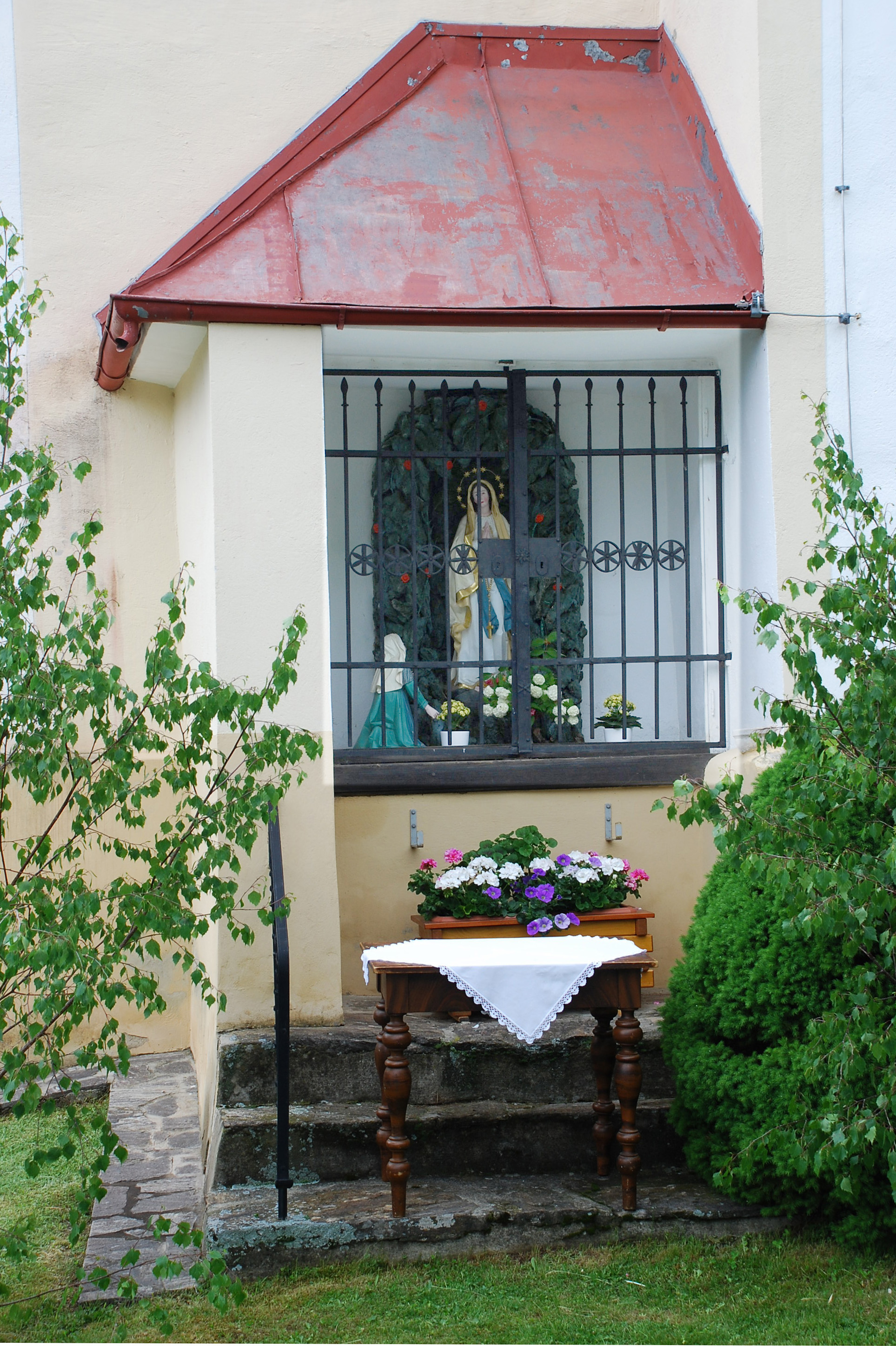
Marienkapelle an der Südseite des Kirchturmes
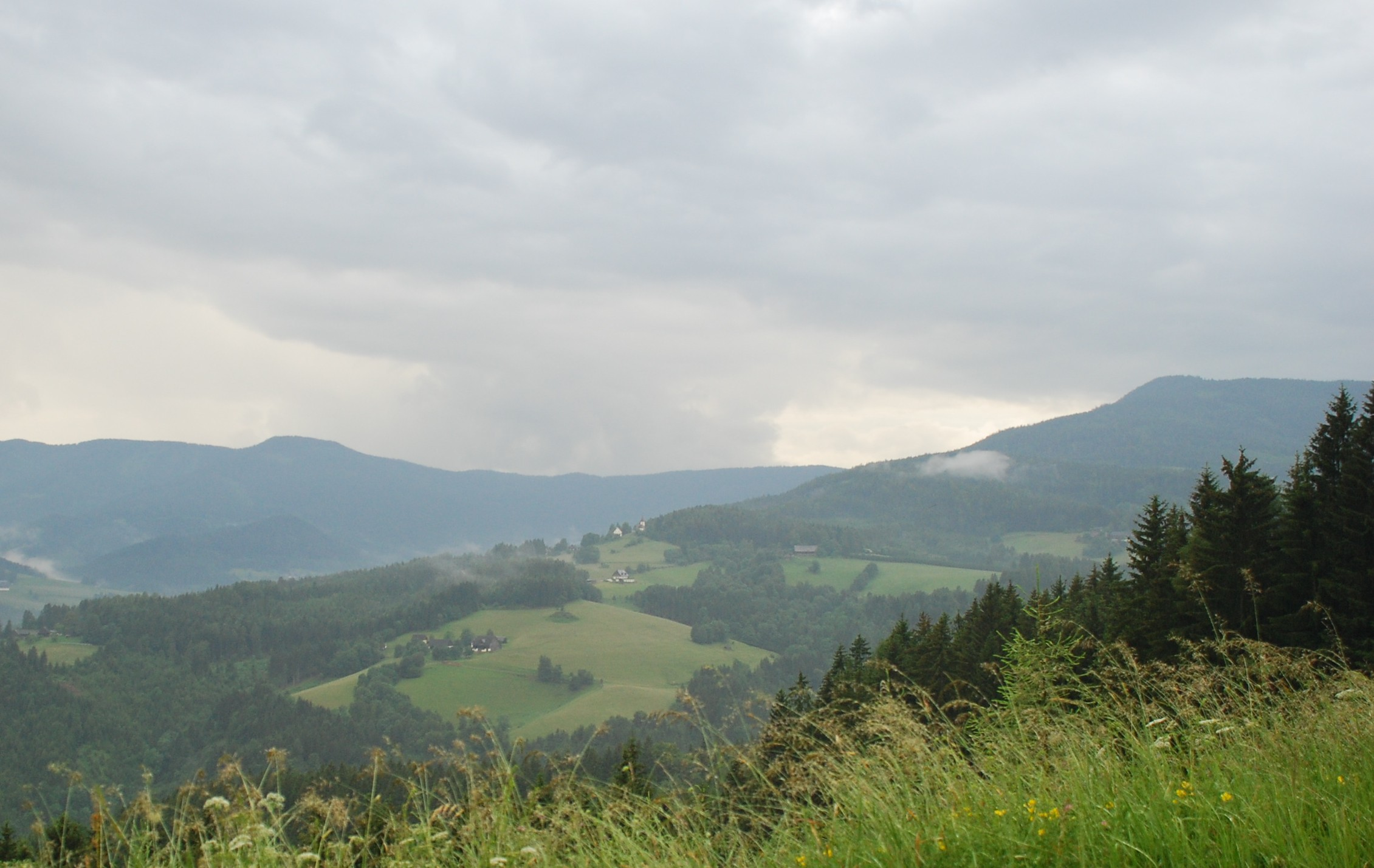
St. Oswald auf dem Wolfsriegel, rechts die Gipfelkuppe des Schwarzkogels
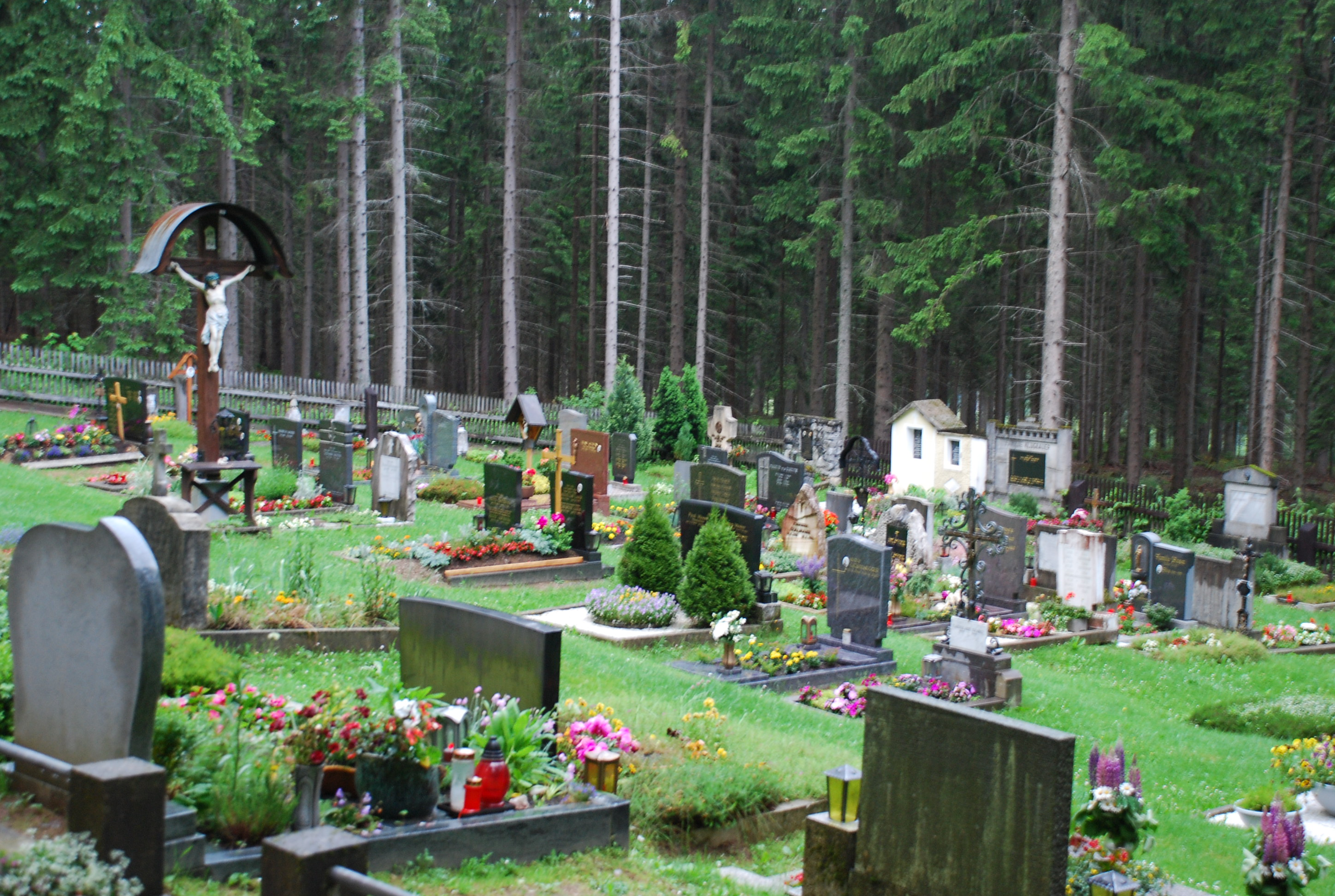
Friedhof St. Oswald